# Synapseudes hansmuelleri
Synapseudes hansmuelleri is een naaldkreeftjessoort uit de familie van de Metapseudidae. De wetenschappelijke naam van de soort is voor het eerst geldig gepubliceerd in 2006 door Gutu.